# Armatobalanus nefrens
Armatobalanus nefrens é uma espécie de crustáceo da família Balanidae.
É endémica dos Estados Unidos da América.